# Deltocyathus vaughani
Deltocyathus vaughani är en korallart som beskrevs av Yoshitaka Yabe och Katsuyuki Eguchi 1932. Deltocyathus vaughani ingår i släktet Deltocyathus och familjen Caryophylliidae. Inga underarter finns listade i Catalogue of Life.